# Hongguang Linchang (bondby i Kina, Heilongjiang Sheng, lat 48,14, long 127,55)
Hongguang Linchang (kinesiska: 红光林场) är en bondby i Kina. Den ligger i provinsen Heilongjiang, i den nordöstra delen av landet, omkring 270 kilometer norr om provinshuvudstaden Harbin. Antalet invånare är 99. Befolkningen består av 50 kvinnor och 49 män. Barn under 15 år utgör 3,0 %, vuxna 15-64 år 80 %, och äldre över 65 år 16,0 %.
Runt Hongguang Linchang är det ganska tätbefolkat, med 67 invånare per kvadratkilometer. Närmaste större samhälle är Dongfanghong Linchang, 6,3 km sydost om Hongguang Linchang. I omgivningarna runt Hongguang Linchang växer i huvudsak blandskog.
Genomsnittlig årsnederbörd är 1 057 millimeter. Den regnigaste månaden är juli, med i genomsnitt 285 mm nederbörd, och den torraste är januari, med 9 mm nederbörd.